# Portrait de la comtesse Howe
Portrait de la comtesse Howe est un portrait peint en 1764 par l'artiste britannique Thomas Gainsborough représentant l'aristocrate anglaise Mary, comtesse Howe, épouse de l'officier de la Royal Navy Richard Howe,. Son mari est surtout connu pour son succès comme amiral lors de la levée du siège de Gibraltar et lors de la bataille du 13 prairial an II en 1794.

## Histoire
Le couple s'était marié en 1758 et six ans plus tard, ils se trouvaient à Bath, où Richard se remettait d'une maladie, lorsqu'ils ont posé pour une paire de portraits en pied de Gainsborough. Le peintre quitta Suffolk pour s'installer à la ville thermale à la mode de Bath et y créé une entreprise de portraits prospère.
Le tableau fait partie de la collection de l'English Heritage à Kenwood House à Highgate, à Londres, ayant fait partie du legs Iveagh de 1829.